# Пічу-Пічу
Пічу-Пічу (ісп. Pichu Pichu) — дуже еродована вулканічна група, що складається з 7 вершин, найвища — 5665 м над рівнем моря, розташована на схід від міста Арекіпа. Гора є частиною хребта Кордильєра-Волканіка, що також містить вулкани Чачані, Ель-Місті та Убінас, з вершини Пічу-Пічу відкривається захопливий вид на ці гори. Пічу-Пічу має форму півмісяця близько 20 км завдовжки у напрямку північ-південь, на півночі відхиляючись на захід.
Перші сходження на гору були здійснені ще в доколумбові часи, як показують залишки, знайдені біля вершини. Перше сучасне сходження було здійснене археологічною експедицією в 1959 році.